# Flevit super illam (Simonet)
Flevit super illam es un óleo de tema religioso de Enrique Simonet pintado en 1892 que se encuentra en el Museo del Prado de Madrid.

## Descripción
La obra muestra el pasaje del Evangelio según San Lucas en el que Jesucristo llora por Jerusalén (Lucas 19:41), episodio conocido como Flevit super illam (Lloró por ella en Latín), anticipando las desgracias que le esperan. 
El episodio transcurre en el Monte de los Olivos y al fondo puede verse el Segundo Templo. 

## Historia
Para la ejecución de la obra Simonet viajó a Jerusalén para documentarse sobre el verdadero escenario bíblico y los tipos humanos para su asunto.

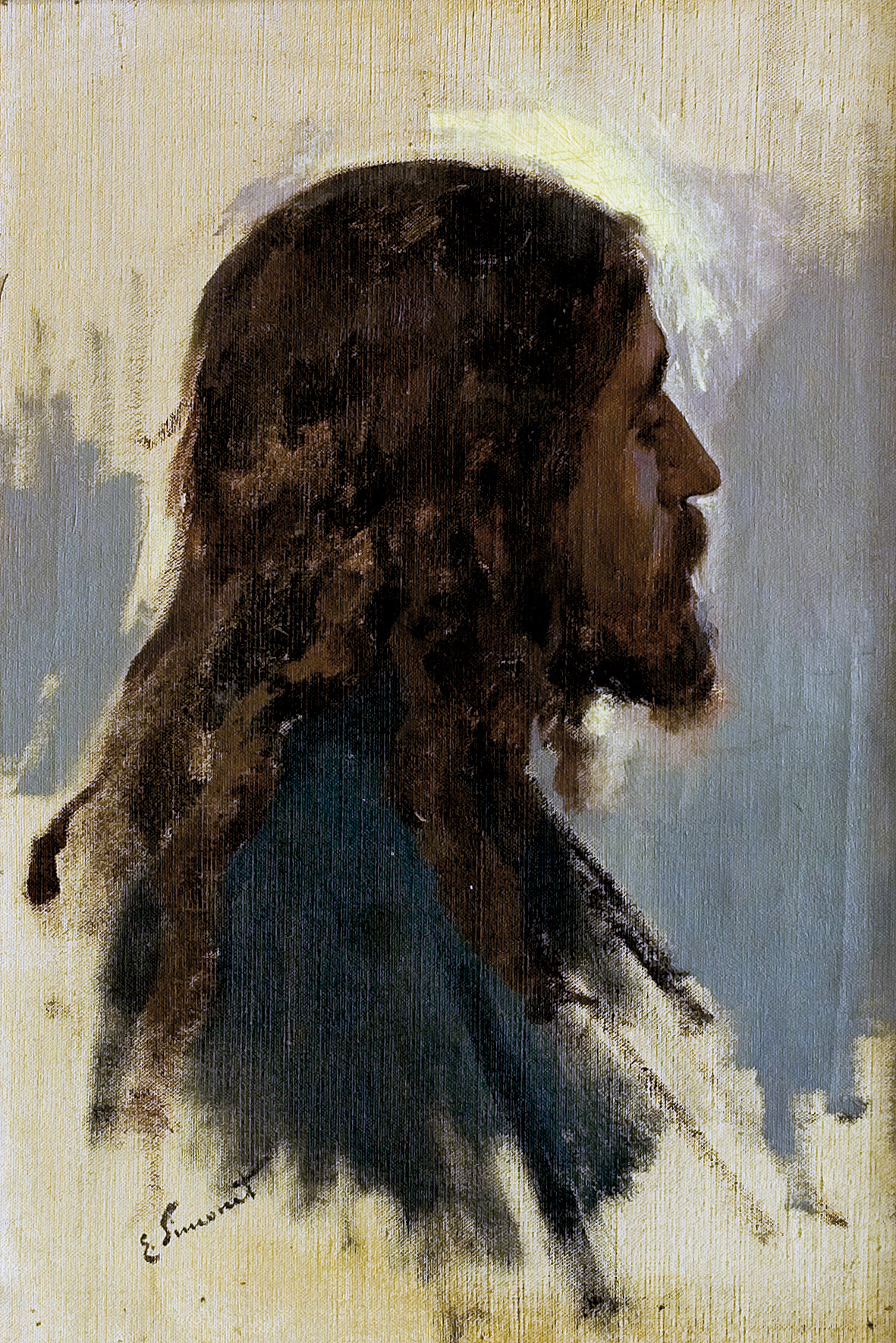
Estudio preparatorio de la cabeza de Jesús para la obra Flevit super illam.

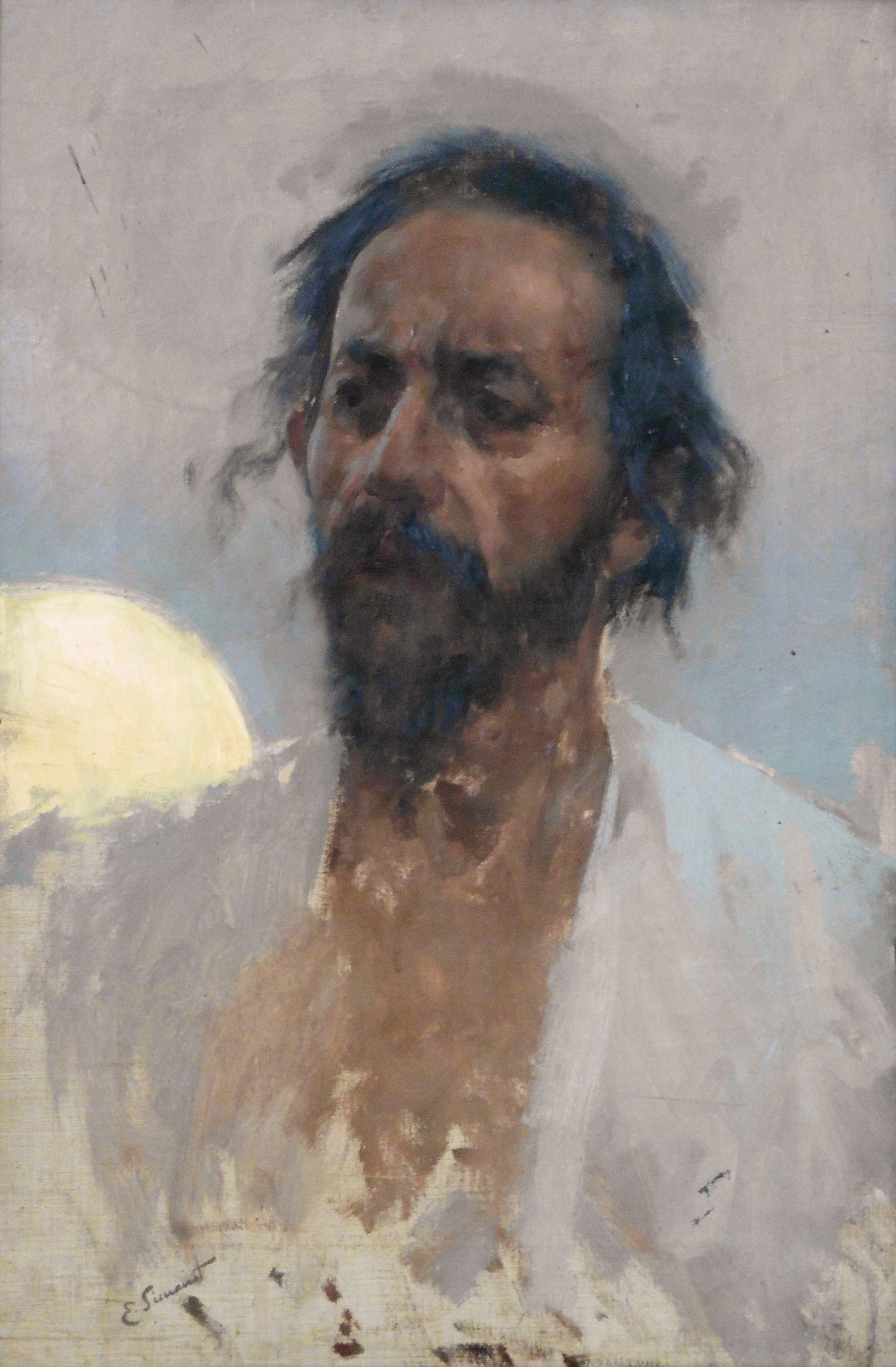
Estudio preparatorio de cabeza de discípulo para la obra Flevit super illam.

El lienzo fue el envío del cuarto año de pensionado en Roma.
Obra por la que recibió numerosas medallas, entre ellas fue primera medalla en la Exposición Internacional de Madrid de 1892, en la Exposición Mundial Colombina de Chicago en 1892, en Barcelona en 1896 y en la Exposición Universal de París (1900).

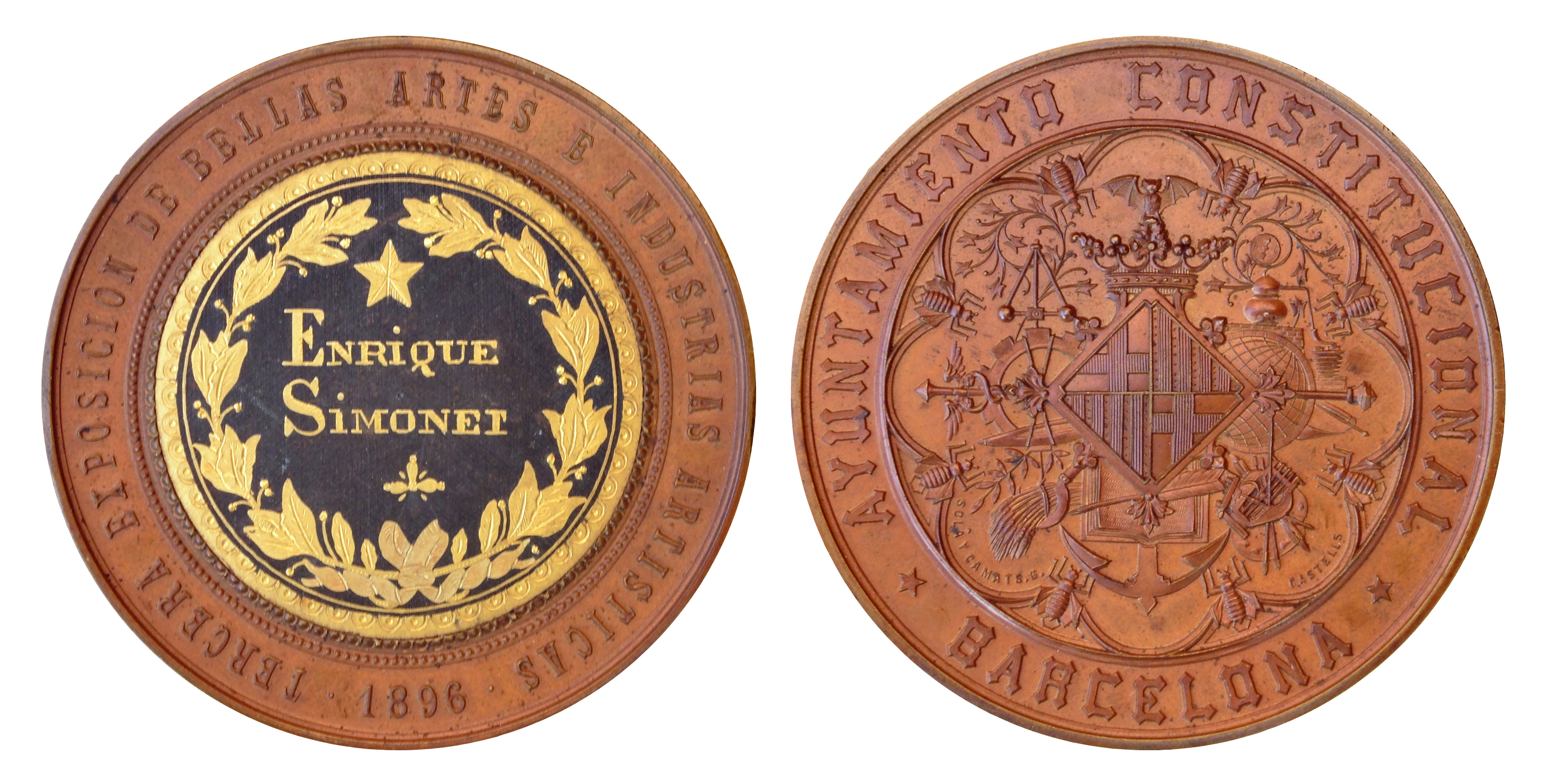
Medalla de primera clase concedida a Enrique Simonet, en la tercera Exposición de Bellas Artes e Industrias Artísticas de Barcelona en 1896, por su obra Flevit super illam.